# Naftel
Naftel est une ancienne commune française du département de la Manche et de la région Normandie, associée à Isigny-le-Buat depuis le 15 mars 1973.

## Toponymie
Le nom de la localité est attesté sous la forme Navetel au XIIIe siècle, Navatel sans date.

## Histoire
Naftel avait deux fiefs dont celui de la Corselinière.
Le 1er mars 1789, l'Assemblée de Naftel élisait Jacques Hamel (1755-1798) et Alexandre Laisné (1748-1827) tous deux laboureurs députés à l'Assemblée de Mortain.
En 1973, Les Biards, Chalandrey, La Mancellière, Le Mesnil-Bœufs, Le Mesnil-Thébault, Montgothier, Montigny, Naftel et Vezins se sont associées avec Isigny-le-Buat pour former la première commune canton de France.

## Administration
| Période | Période  | Identité         | Étiquette | Qualité |
| ------- | -------- | ---------------- | --------- | ------- |
| 2014    | En cours | Christèle Leroux | SE        |         |

| Période | Période | Identité | Étiquette | Qualité |
| ------- | ------- | -------- | --------- | ------- |
|         |         |          |           |         |

## Démographie
| 1793 | 1800 | 1806 | 1821 | 1831 | 1836 | 1841 | 1846 | 1851 |
| ---- | ---- | ---- | ---- | ---- | ---- | ---- | ---- | ---- |
| 240  | 260  | 225  | 269  | 260  | 248  | 273  | 276  | 256  |

| 1856 | 1861 | 1866 | 1872 | 1876 | 1881 | 1886 | 1891 | 1896 |
| ---- | ---- | ---- | ---- | ---- | ---- | ---- | ---- | ---- |
| 268  | 240  | 243  | 250  | 260  | 240  | 260  | 226  | 226  |

| 1901 | 1906 | 1911 | 1921 | 1926 | 1931 | 1936 | 1946 | 1954 |
| ---- | ---- | ---- | ---- | ---- | ---- | ---- | ---- | ---- |
| 215  | 217  | 204  | 222  | 203  | 228  | 229  | 210  | 206  |

| 1962 | 1968 | 1975 | 1982 | 1990 | 1999 | 2006 | 2010 | 2015 |
| ---- | ---- | ---- | ---- | ---- | ---- | ---- | ---- | ---- |
| 186  | 181  | -    | -    | -    | -    | 139  | 196  | 190  |

| 2020 | 2021 | - | - | - | - | - | - | - |
| ---- | ---- | - | - | - | - | - | - | - |
| 174  | 174  | - | - | - | - | - | - | - |

## Lieux et monuments
- Église Saint-Pierre (XVIIe siècle). Elle abrite une croix en pierre polychrome (XIVe-XVe) en pierre de Caen représentant la Crucifixion sur une face et saint Jacques le Majeur, barbu, sur l'autre et une Vierge à l'Enfant (vers 1500) classées au titre objet aux monuments historiques[10], ainsi qu'un maître-autel (XVIIIe), un chandelier (XVIIe), les statues éducation de la Vierge et sainte Anne (XVIe). Les bancs portent toujours le nom des anciennes familles.
- Moulin de Naftel, maison natale de Jacques-Philippe Guilmard (Naftel, 1771 - 1845), chef de bataillon qui fut de toutes les batailles napoléoniennes, maire de Naftel en 1831 puis maire d'isigny de 1831 à 1845[3].
- Oratoire Notre-Dame-de-la-Salette (XIXe siècle).